# Jhalera
Jhalera fou un estat tributari protegit a l'agència de Bhopal a l'Índia central. Estava governat per un thakur amb títol de rao, del grup dels rajputs rathors. El territori era una petita comarca sense cap poble important i la població d'uns centenars d'habitants. Els ingressos s'estimaven en 1300 rupies vers el 1900.